# Bellegarde-Poussieu
Bellegarde-Poussieu ist eine französische Gemeinde mit 1.015 Einwohnern (Stand: 1. Januar 2022) im Département Isère in der Region Auvergne-Rhône-Alpes; sie gehört zum Arrondissement Vienne und zum Kanton Roussillon. Die Einwohner werden Poussieurois genannt.

## Geografie
Bellegarde-Poussieu liegt etwa 17 Kilometer südsüdöstlich von Vienne. Umgeben wird Bellegarde-Poussieu von den Nachbargemeinden Montseveroux im Norden und Nordosten, Moissieu-sur-Dolon im Osten, Pact im Südosten, Jarcieu im Süden, Sonnay im Westen und Südwesten sowie La Chapelle-de-Surieu im Westen und Nordwesten.

## Bevölkerungsentwicklung
| Jahr                       | 1962 | 1968 | 1975 | 1982 | 1990 | 1999 | 2006 | 2017 |
| -------------------------- | ---- | ---- | ---- | ---- | ---- | ---- | ---- | ---- |
| Einwohner                  | 580  | 567  | 560  | 616  | 699  | 851  | 908  | 990  |
| Quellen: Cassini und INSEE |      |      |      |      |      |      |      |      |

## Sehenswürdigkeiten
- Kirche aus dem 19. Jahrhundert
- Kapelle von Bellegarde
- Schloss Les Gallerand
- Schlossruine L'Ogresse